# 대한민국 기획처
기획처(企劃處)는 재정, 경제, 금융, 산업, 자재와 물가에 관한 종합적 조사 계획, 정부 예산의 편성 및 결산의 심사에 관한 사무를 관장하는 대한민국의 옛 중앙행정기관이다. 1948년 11월 4일 정부 수립과 함께 발족하였으며 1955년 2월 16일 부흥부로 개편되면서 폐지되었다.

## 설치 근거 및 소관 업무
- 정부조직법 [법률 제1호, 1948.07.17 제정] 제30조[2] 및 제34조[3]
- 기획처직제 [대통령령 제17호, 1948.11.04 제정] 제1조[4]

## 연혁
- 1948년 11월 4일 - 기획처를 신설.
- 1955년 2월 16일 - 기획처를 폐지하고 부흥부를 신설. 예산 업무는 재무부 예산국으로 이관.

## 역대 처·차장

### 기획처장
| 정부        | 대수 | 이름           | 임기                        | 출신지    | 출신학교          | 비고 |
| ----------- | ---- | -------------- | --------------------------- | --------- | ----------------- | --- |
| 제 1 공화국 | 초대 | 이순탁(李順鐸) | 1948년 8월 8일 ~ 1949년 7월 | 전남 해남 | 일본 교토 제국대  | 연세대 초대상경대학장&대한금융조합연합회 회장                                                                                    |
| 제 1 공화국 | 2대  | 김훈(金勳)     | 1949년 7월 ~ 1950년 5월     | 경기 부천 | 미국 시카고디플대 | 기획처 차장&상공부 장관&제4·5대 국회의원&주 필리핀 대사                                                                          |
| 제 1 공화국 | 3대  | 이병국(李炳國) | 1950년 10월 ~ 1951년 2월    |           |                   | |
| 제 1 공화국 | 4대  | 최순주(崔淳周) | 1951년 2월 ~ 1951년 3월     | 충북 영동 | 연세대            | 재무부 장관&제3대 국회의원&국회부의장&한국무역협회장                                                                             |
| 제 1 공화국 | 5대  | 백두진(白斗鎭) | 1951년 3월 ~ 1953년 8월     | 황해 신천 | 일본 히토쓰바시대 | 임시외자청장&재무부 장관&국무총리&제5·6·7·8·9·10대 국회의원&유신정우회장&국회의장&식산은행장&한국은행 이사장&대한민국헌정회 고문 |
| 제 1 공화국 | 6대  | 원용석(元容奭) | 1953년 8월 ~ 1955년 2월     | 충남 당진 | 서울대            | 농림부 차관&농림부 장관&무임소 장관&경제기획원장&제4대 국회의원                                                                  |